# Lidya Chepkurui
Lidya Tum Chepkurui (23 agosto 1984) è una siepista keniota, medaglia d'argento ai Mondiali di Mosca 2013.

## Palmarès
| Anno | Manifestazione     | Sede   | Evento       | Risultato | Prestazione | Note                          |
| ---- | ------------------ | ------ | ------------ | --------- | ----------- | ----------------------------- |
| 2011 | Giochi panafricani | Maputo | 3000 m siepi | 4ª        | 10'03"69    |                               |
| 2013 | Mondiali           | Mosca  | 3000 m siepi | Argento   | 9'12"55     | Miglior prestazione personale |